# Aiyawatt Srivaddhanaprabha
Khun Aiyawatt Srivaddhanaprabha (thailändisch: อัยยวัฒน์ ศรีวัฒนประภา; bis 2012 Aiyawatt Raksriaksorn, geboren am 26. Juli 1985 in Bangkok) ist ein thailändischer Unternehmer, CEO und Vorsitzender von King Power und der Präsident der Fußballklubs Leicester City und Oud-Heverlee Löwen. Laut Forbes betrug sein Vermögen im März 2019 ca. 5,9 Milliarden US-Dollar.

## Leben
Aiyawatt wurde 1985 als Sohn von Vichai Srivaddhanaprabha, des Gründers, Besitzers und Vorsitzenden von King Power und seiner Frau Aimon Srivaddhanaprabha geboren. Er hat drei ältere Geschwister, Bruder Apichet und die Schwestern Voramas und Aroonroong. Er ging auf eine katholische Schule in Bangkok und studierte an der Universität Bangkok. Nachdem er dort einen Bachelor of Business Administration erhalten hatte, begann er für das Unternehmen seines Vaters zu arbeiten.
Am 27. Oktober 2018 starb sein Vater bei einem Hubschrauberabsturz vor dem King Power Stadium nach dem Heimspiel von Leicester City gegen West Ham United. Am 8. August 2019 übernahm er sowohl die Position des Präsidenten von Leicester City, welche sein Vater von 2010 bis 2018 innehatte, als auch die von Oud-Heverlee Löwen.

## Sonstiges
Für seine geschäftliche Tätigkeit und seinen Beitrag zur Gemeinde in der Stadt Leicester wurde er 2014 von der De Montfort University mit der Ehrendoktorwürde ausgezeichnet.
Srivaddhanaprabha ist Buddhist und wurde 2015 für einen Monat zum Mönch im buddhistischen Tempel Thepsirin in Bangkok geweiht.
Er ist wie sein verstorbener Vater ein Polospieler und gewann mit Thailands Poloteam eine Silbermedaille bei den Südostasienspielen 2017.